# Дело «Махаури против России»
Дело «Махаури против России» — судебный процесс, инициированный жалобой Хеди Махаури против Российской Федерации, поданной ею в Европейский суд по правам человека (ЕСПЧ). 22 января 2000 года она с двумя своими спутницами была расстреляна федеральными военнослужащими и чудом смогла выжить.

## Обстоятельства
На момент начала второй чеченской войны заявительница жила в посёлке Ташкала (Старопромысловский район Грозного) в Чечне. После начала боевых действий село стало подвергаться артиллерийским обстрелам и Махаури уехала в Ингушетию. Она увидела репортаж российского телевидения о том, что российские войска взяли под полный контроль район, где она жила и решила вернуться, чтобы проверить свой дом и забрать документы.
22 января 2000 года она приехала с двумя другими местными жительницами и обнаружила, что её дом разрушен, а документы исчезли. Пройдя один квартал они наткнулись на примерно 30-40 солдат, загружающих в четыре БМП имущество одного из соседей. Солдаты заметили их и задержали. Женщин обвинили в том, что они являются «наводчицами» и забрали у них все вещи и документы. Им завязали глаза и отвели во двор разрушенного дома примерно в 50 метрах от места задержания. Подозревая худшее, Махаури стянула повязку с глаз и увидела, что на неё нацеливают автоматы. Её спасло тело другой женщины, которая заслонила её собой. При падении она ударилась головой и потеряла сознание. Спутницы Махаури погибли от полученных ранений.
На мгновение она пришла в чувство от боли, когда один из солдат вырвал серьгу из уха и снял с руки кольцо и часы. Ещё раз она очнулась, почувствовав, что лежащий на ней матрас, который накинули на убитых солдаты, горит. Она с трудом отодвинулась от огня и снова потеряла сознание. Придя в себя, она добралась до подвала ближайшего дома, где местные жительницы оказали ей первую помощь и сменили одежду. На следующий день к дому пришли солдаты, которые искали Махаури, но женщины им сказали, что ничего не знают. 24 января родные вывезли её в Ингушетию.
20 июня того же года Хеди Махаури подала жалобу в Европейский суд.

## Расследование российских властей
Расследование началось через три месяца после подачи заявления. Хотя расстрелявшие Махаури были ею подробно описаны, не было предпринято никаких мер для их поиска. Власти отказались провести баллистическую экспертизу, хотя это могло помочь в проведении следствия. Не были установлены даже воинские части, проводившие операцию в Ташкале 22 января 2000 года. Заявительница не информировалась о ходе следствия.

## Постановление Европейского суда
Европейский суд установил, что преступление было совершено военнослужащими российских войск. Российской стороной были нарушены статьи 2 (Право на жизнь) и 13 (Право на эффективную правовую защиту) Европейской конвенции по правам человека. По приговору суда, российская сторона должна была выплатить заявительнице 50 тысяч евро компенсации морального ущерба.